# Andrena crataegi
Andrena crataegi är en biart som beskrevs av Robertson 1893. Andrena crataegi ingår i släktet sandbin, och familjen grävbin. Inga underarter finns listade i Catalogue of Life.

## Bildgalleri

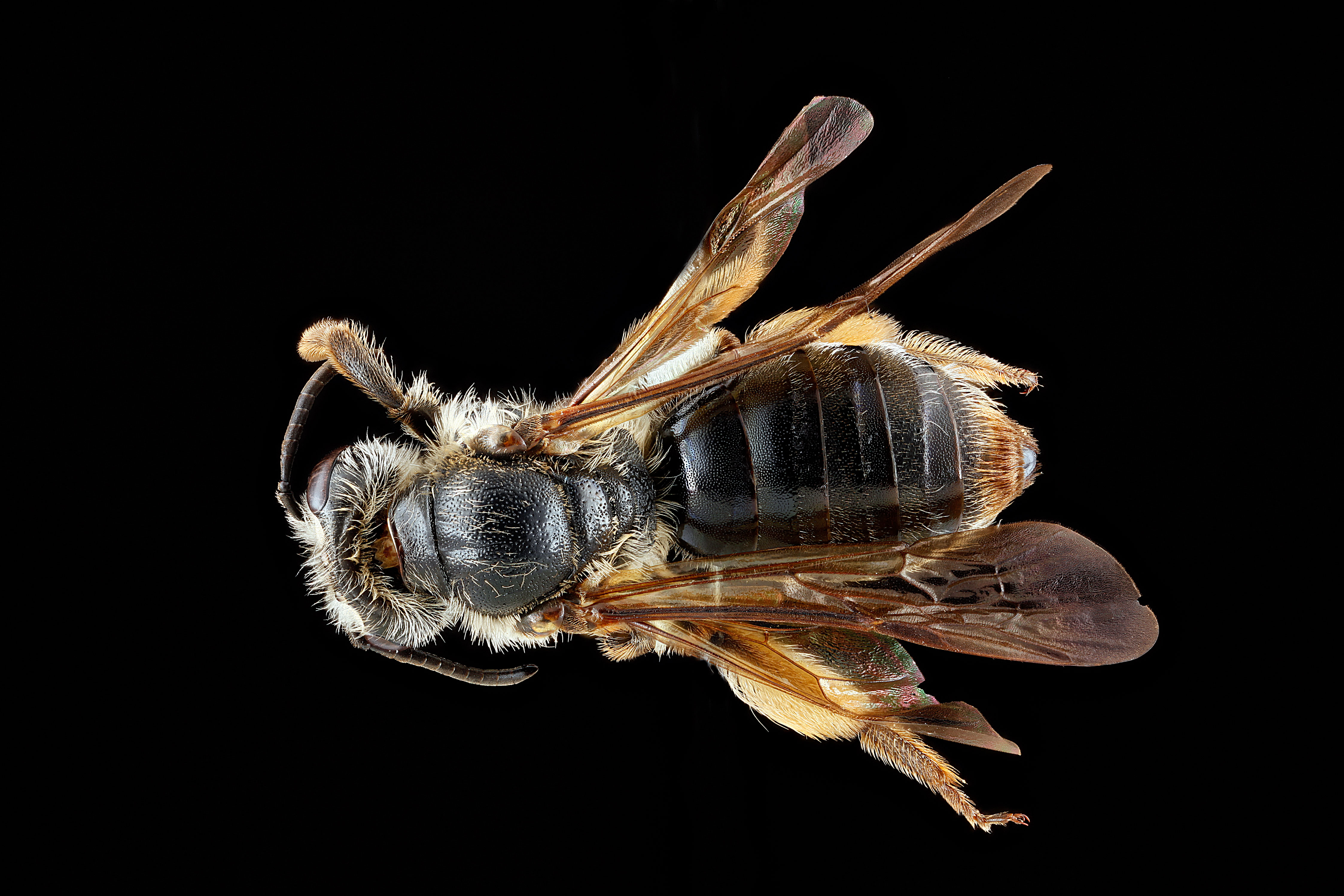
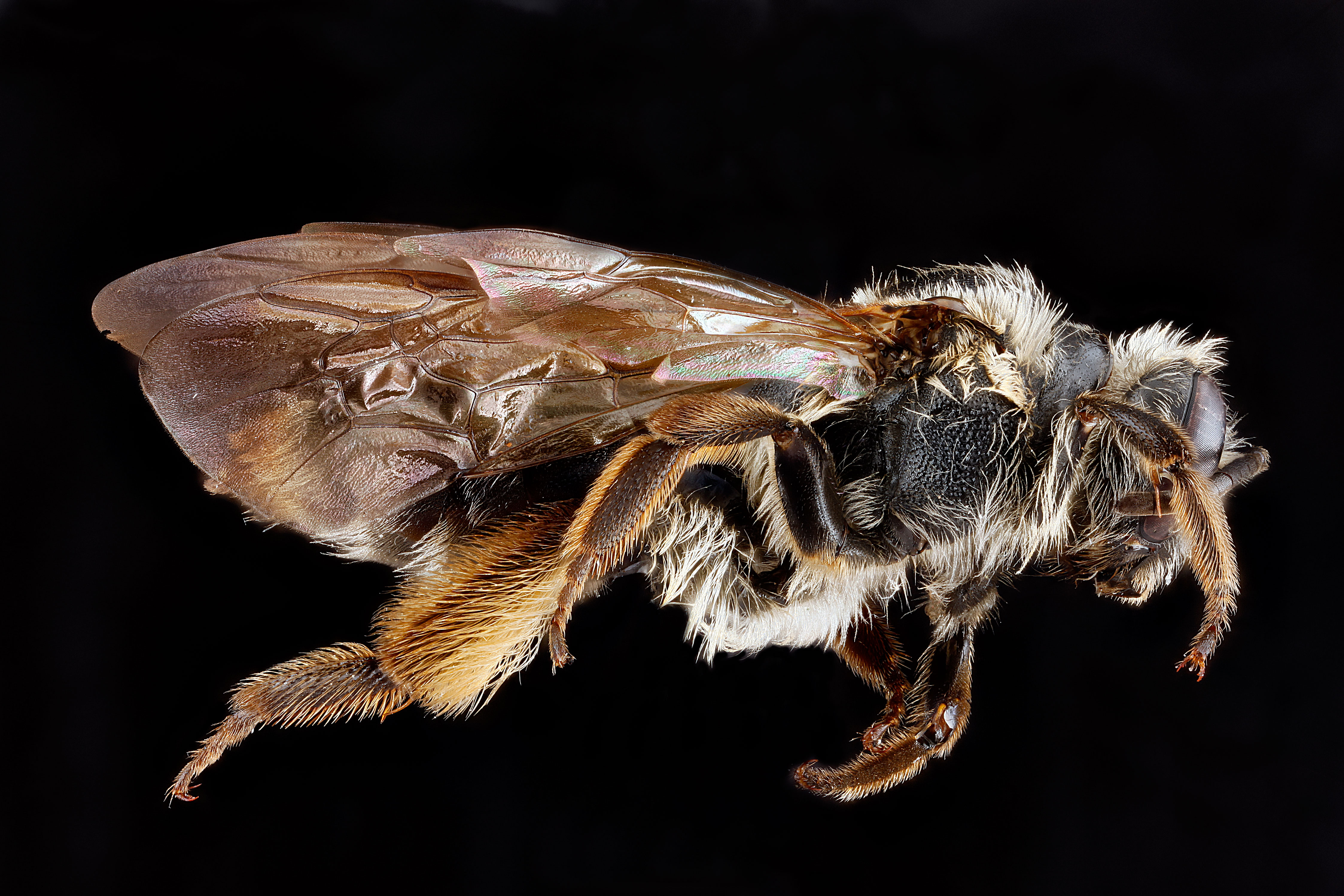
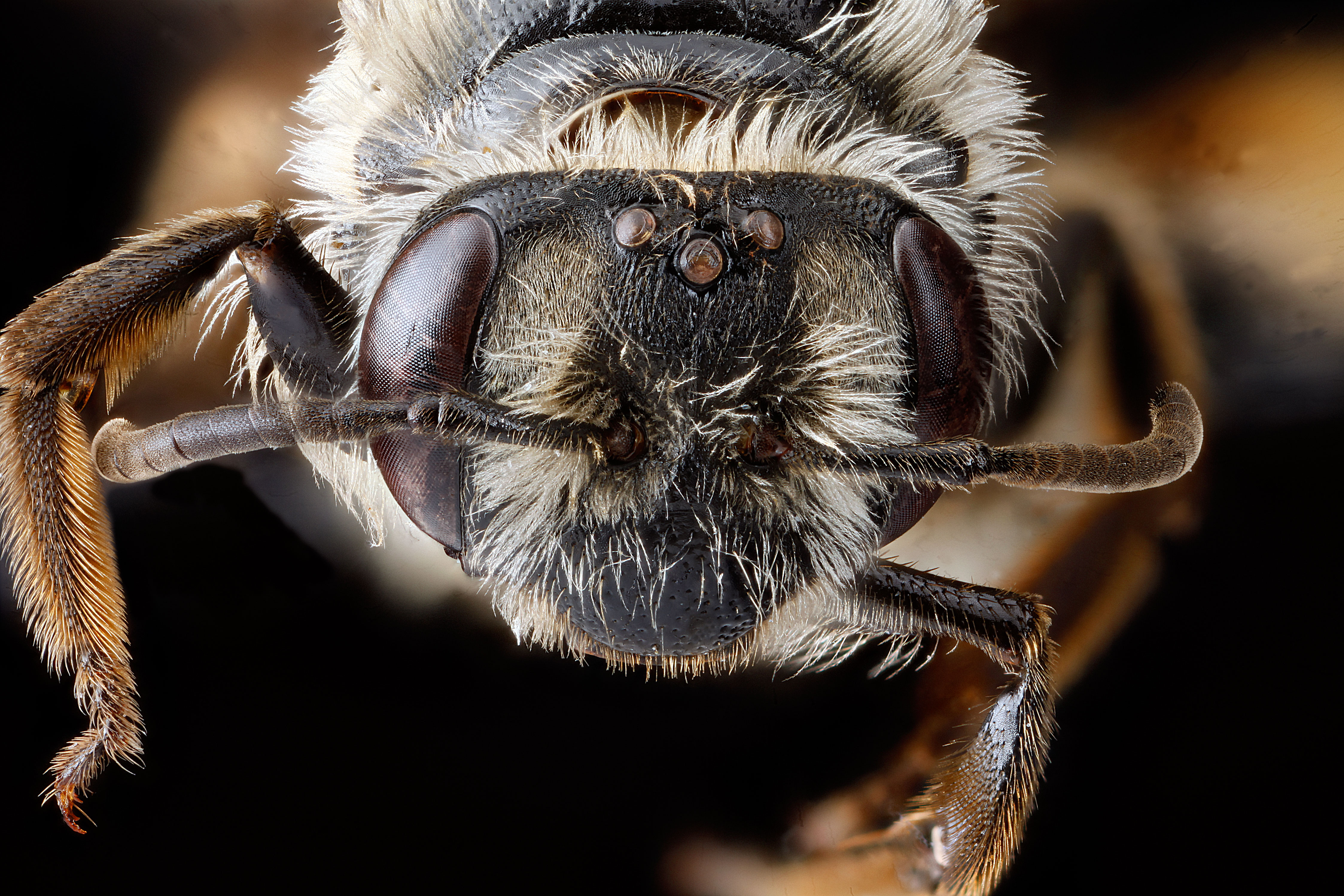